# Мелунда
Мелу̀нда (на гръцки: Μελούντα; на турски: Mallıdağ) е село в Кипър, окръг Фамагуста. Според статистическата служба на Северен Кипър през 2011 г. селото има 182 жители.
Де факто е под контрола на непризнатата Севернокипърска турска република.